# UGC 12591
UGC 12591 هي ثاني أضخم مجرة حلزونية، بعد مجرة ISOHDFS 27.[بحاجة لمصدر] تقع المجرة على بعد حوالي 400 مليون سنة ضوئية من الأرض في كوكبة الفرس الأعظم. بالإضافة إلى ذلك فإن للمجرة أعلى سرعة دوران معروفة لمجرة حلزونية حيث تصل سرعة دورانها 500 كم/ث مما يعني أنها تدور مرتين أسرع من مجرتنا مجرة درب التبانة.
كتلة المجرة تقدر بأربعة أضعاف مجرة درب التبانة،  مما يجعلها ثاني أضخم مجرة حلزونية معروفة إلى الآن.